# Concòrdia de Villafáfila
La Concòrdia de Salamanca del 1505 fou un acord mitjançant el qual Ferran el Catòlic va renunciar al poder a la Corona de Castella el 1506 per la Concòrdia de Villafáfila per evitar un enfrontament armat, i se centrà en els seus assumptes a la Corona d'Aragó, a causa de les males relacions entre Felip el Bell, a qui donava suport la noblesa castellana, i Ferran.